# Mertensophryne lonnbergi
Mertensophryne lonnbergi är en groddjursart som först beskrevs av Andersson 1911.  Mertensophryne lonnbergi ingår i släktet Mertensophryne och familjen paddor. IUCN kategoriserar arten globalt som nära hotad. Inga underarter finns listade i Catalogue of Life.